# Саведж-Таун (Вірджинія)
Саведж-Таун (англ. Savage Town) — переписна місцевість (CDP) в США, в окрузі Аккомак штату Вірджинія. Населення — 72 особи (2020).

## Географія
Саведж-Таун розташований за координатами 37°33′0″ пн. ш. 75°47′54″ зх. д. / 37.55000° пн. ш. 75.79833° зх. д. (37.550063, -75.798276).  За даними Бюро перепису населення США в 2010 році переписна місцевість мала площу 0,76 км², уся площа — суходіл.

## Демографія
Згідно з переписом 2010 року, у переписній місцевості мешкало 78 осіб у 33 домогосподарствах у складі 22 родин. Густота населення становила 102 особи/км².  Було 42 помешкання (55/км²).
Расовий склад населення:
| - 94,9 % — чорних або афроамериканців - 5,1 % — осіб інших рас |

До двох чи більше рас належало 0,0 %. Частка іспаномовних становила 7,7 % від усіх жителів.
За віковим діапазоном населення розподілялося таким чином: 26,9 % — особи молодші 18 років, 68,0 % — особи у віці 18—64 років, 5,1 % — особи у віці 65 років та старші. Медіана віку мешканця становила 40,5 року. На 100 осіб жіночої статі у переписній місцевості припадало 85,7 чоловіків;  на 100 жінок у віці від 18 років та старших — 72,7 чоловіків також старших 18 років.
Цивільне працевлаштоване населення становило 54 особи. Основні галузі зайнятості: гуртова торгівля — 100,0 %.